# تمهیداتی بر نظریه زبان
تمهیداتی برنظریه زبان کتابی به نویسندگی لویی یلمزلف است که توسط محمدامین شاکری ترجمه شده و در سال ۱۳۹۸ توسط نشر شرکت سهامی انتشارات خوارزمی به زبان فارسی منشتر شد. این کتاب در زمینه زبانشناسی بوده و در زمستان ۱۳۹۸ در فهرست نامزدهای دریافت جایزه کتاب سال قرار گرفت.
کتاب تمهیداتی برنظریه زبان به عنوان  کتاب شایسته تقدیر در سی و هفتمین دوره کتاب سال ایران  کتاب سال ایران  معرفی شد.
برگزیدگان و شایستگان تقدیر سی و هفتمین دوره کتاب سال در ۱۶ بهمن ۱۳۹۸ در تالار وحدت با حضور حسن روحانی، معرفی شدند

## معرفی کتاب
مترجم در بند نخست پیشگفتار چنین می‌نویسد:
کتاب کلاسیک تمهیداتی بر نظریه‌ی زبان نماینده‌ی شاخص ژرف‌ترین و پیچیده‌ترین نظریه‌ای است که تا کنون در باب زبان وضع شده است: گلوسم‌شناسی. در این کتاب بسیار سخت‌خوان، شالوده‌های این نظریه که ویژگی‌های بارزش درون‌ماندگاری و کل‌گرایی مطلق است، به نیکی تشریح شده است. خاستگاه مستقیم نظریه‌ی گلوسم‌شناسی همان چرخش زبانی اندیشه در اوایل قرن بیستم است که با انتشار کتاب دوره‌ی زبان‌شناسی عمومی فردینان دو سوسور محقق گشت. البته یلمزلف بسیار پا فراتر می‌گذارد: او با معرفی گلوسم‌شناسی‌اش به عنوان علمی عمومی و شالوده‌ای معرفت‌شناختی، ایده‌های سوسور را تا سرحدات‌شان پی می‌گیرد و موجبات و الزامات پروژه و جنبش فکری عظیمی در مطالعات زبان (انسان و جهان) را فراهم می‌سازد؛ جنبشی که بنا به مقتضیات تاریخی پس از گام‌های نخست یلمزلف دیگر از حرکت بازایستاد. ژولین گرماس نام‌آشنا، بانی و نظریه‌پرداز اصلی مکتب نشانه‌شناسی پاریس، در پیش‌گفتاری که بر ترجمه‌ی فرانسوی کتاب تمهیدات (1971) می‌نویسد، درباره‌ی رابطه‌ی یلمزلف و ایده‌های سوسور می‌گوید: «[یلمزلف] خلف راستین و شاید تنها وارث حقیقی سوسور بود که توانست تمام مقاصد و ایده‌های او را روشن سازد و آن‌ها را به معین‌ترین شیوه صورت‌بندی کند».

### ساختار کتاب
در پیشگفتار مترجم می‌خوانیم:
کتاب تمهیداتی بر نظریه‌ی زبان از ۲۳ بخش تشکیل شده است. یلمزلف کتاب را با توصیفی درخشان و پوئتیک از زبان می‌آغازد و از قِبل آن تعهدات‌اش را نسبت به ابژه‌ی پیچیده و اشباع‌کننده‌ی نظریه (یعنی زبان) روشن می‌سازد. او کتاب را پس از گسترش حداکثری چشم‌انداز نظریه با نشان دادن وفای به عهدش به پایان می‌برد. یلمزلف در بخش‌های نخست کتاب (بخش‌های ۱ تا ۸) در کنکاشی معرفت‌شناسانه رویکرد ویژه‌ی خود به مفهوم «نظریه» و ارتباط آن با ابژه‌ی ویژه‌ی «زبان» را معرفی می‌کند. در ادامه (بخش‌های ۹ تا ۲۲)، بدون گام بیرون نهادن از حیطه‌ی معرفت‌شناسی، نظام تعاریف تمهیدات گلوسم‌شناسی را در سیر استدلالی پیچیده و شبکه‌واری معرفی می‌کند. این نظام از ۱۰۸ مفهوم تشکیل شده است که برای کل نظام ۵ اصل (که همگی از اصل واحد «تجربی» مشتق شده‌اند) معرفی می‌شود. کل مفاهیم دخیل در نظام تعاریف به همراه روابط پایگانی بینشان در پیوستی به متن کتاب الصاق شده است. این پیوست راهنمای بسیار مناسبی برای درک نظام مفهومی تمهیدات فراهم می‌آورد.

### فهرست کتاب
پیش‌گفتار مترجم
- ۱. مطالعه‌ی زبان و نظریه‌ی زبان
- ۲. نظریه‌ی زبانی و اومانیسم
- ۳. نظریه‌ی زبانی و تجربه‌گرایی
- ۴. نظریه‌ی زبانی و استقرا
- ۵. نظریه‌ی زبانی و واقعیت
- ۶. هدف نظریه‌ی زبانی
- ۷. چشم‌اندازهای نظریه‌ی زبانی
- ۸. نظام تعاریف
- ۹. اصل تحلیل
- ۱۰. صورت تحلیل
- ۱۱. نقش‌ها
- ۱۲. نشانه‌ها و نمایه‌ها
- ۱۳. بیان و محتوا
- ۱۴. گونه‌ی اصلی و گونه
- ۱۵. شاکله‌ی زبانی و کاربرد زبانی
- ۱۶. گونه‌ها و شاکله‌ی زبانی
- ۱۷. نقش و مجمع
- ۱۸. همتابینی
- ۱۹. کاتالیز
- ۲۰. هستنده‌های تحلیل
- ۲۱. زبان و غیرزبان
- ۲۲. نشانگان‌های تضمنی و فرانشانگان‌ها
- ۲۳. آخرین چشم‌انداز
- تعاریف
- فهرست منابع مورد ارجاع مترجم
- نمایه
- واژه‌نامه انگلیسی-فارسی
- واژه‌نامه فارسی-انگلیسی
- سال‌شمار مختصر حیات فکری لویی یلمزلف

## جوایز
- کتاب شایسته تقدیر جشنواره کتاب سال جمهوری اسلامی ایران در سال ۱۳۹۸[۹]